# Myrkottskaktus
Myrkottskaktus (Ariocarpus retusus) är en suckulent växt inom myrkottskaktussläktet och familjen kaktusväxter. Arten beskrevs 1938 av Michael Scheidweiler